# Alipay
Alipay is een online betalingssysteem en dochteronderneming van de Chinese Alibaba Group. De dienst werd uitgebracht in februari 2004 en is met ruim 520 miljoen gebruikers wereldwijd het grootste betalingssysteem. Alipay verwerkt dagelijks ruim 100 miljoen transacties.

## Beschrijving
Oprichter Jack Ma gaf in 2004 aan dat er in China op dat moment geen standaard was voor online betalen. Elke staatsbank bezat zijn eigen systeem en was niet bereid om met elkaar samen te werken. Daarbij was een ander probleem aanwezig, het gebrek aan vertrouwen tussen kopers en verkopers. Ma wilde met Alipay deze problemen aanpakken.
Eind 2003 werd Alipay gestart als test en aangeboden op het Chinese veilingplatform Taobao. Het jaar daarop werd Alipay opgericht als een dochteronderneming en was een van de eerste bedrijven die een licentie als derde partij van de centrale bank ontving.
Men ging de betaaldienst vanaf 2004 verwerken in webwinkel Alibaba.com. In 2013 bedroeg het mobiele transactievolume van PayPal 27 miljard dollar, terwijl dat van Alipay bijna $150 miljard was. Alipay werd in dat jaar het grootste online betalingsplatform ter wereld.
Begin 2019 werd bekend dat Alipay in de Europese Unie was erkend als e-geldinstelling.
Alipay begon in juni 2021 met de verkoop van non-fungible tokens (NFT's).

## Kritiek
Vanwege de uitgebreide koppeling met andere diensten van het moederbedrijf en diepgaande data-analyse, die veel verder gaat dan wat is toegestaan onder de wetgeving voor gegevensbescherming in Europa, is het gebruik ervan in Europa bekritiseerd.
Daarnaast werd begin 2018 bekend dat de Chinese overheid de gegevens van Alipay gebruikte om een sociaal kredietsysteem op te bouwen, om burgers in de gaten te houden.

## Sponsoring
Alipay sloot in 2018 een grote sponsordeal met de UEFA en is een van de hoofdsponsors tijdens het EK voetbal 2020 en EK 2024. Doordat China een van de belangrijke afnemers is van de uitzendrechten van het EK, wil het bedrijf deze doelgroep hiermee aanspreken.